# Vikersund
Vikersund è una delle tre località principali che compongono il comune norvegese di Modum, nella contea di Buskerud, del quale ospita la sede amministrativa. Conta circa tremila abitanti.

## Sport

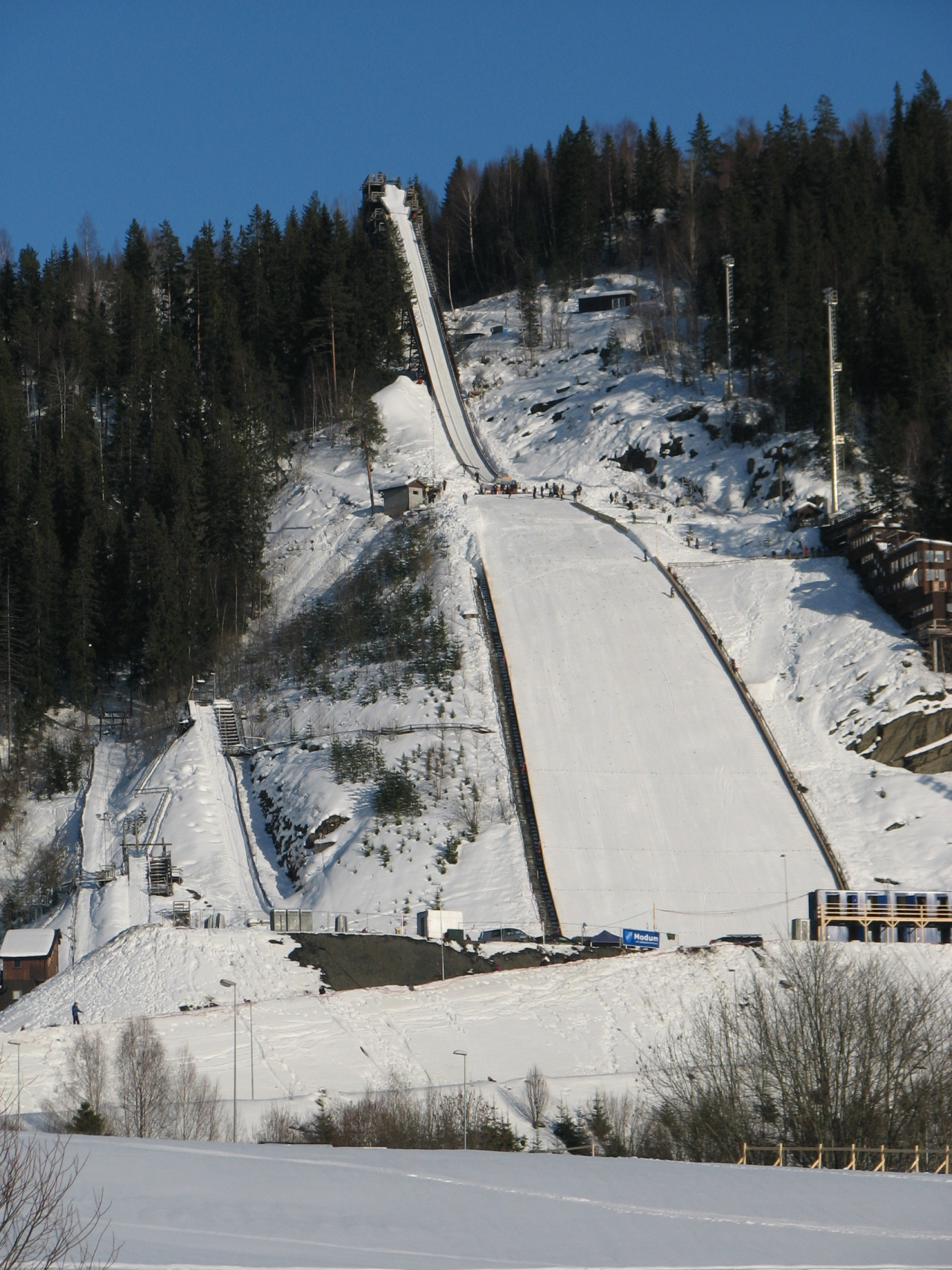
Il Vikersundbakken

Stazione sciistica specializzata nello sci nordico, ospita vari trampolini per il salto con gli sci, tra i quali lo Storbakke e uno dei cinque trampolini per il volo con gli sci in funzione nel mondo: il Vikersundbakken.